# Pyrgomantis fasciata fasciata
Pyrgomantis fasciata fasciata es una subespecie de mantis de la familia Tarachodidae.

## Distribución geográfica
Se encuentra en Angola, Congo, Mozambique, Tanzania, y Transvaal en (Sudáfrica).